# 莫里斯·佩兰
莫里斯·佩兰（法語：Maurice Perrin，1911年10月26日—1992年1月2日），法国男子自行车运动员。他曾代表法国参加1932年夏季奥林匹克运动会自行车比赛，获得男子双人自行车赛金牌。